# Hitobia
Hitobia is een geslacht van spinnen uit de familie bodemjachtspinnen (Gnaphosidae).

## Soorten
De volgende soorten zijn bij het geslacht ingedeeld:
- Hitobia asiatica (Bösenberg & Strand, 1906)
- Hitobia cancellata Yin et al., 1996
- Hitobia chayuensis Song, Zhu & Zhang, 2004
- Hitobia menglong Song, Zhu & Zhang, 2004
- Hitobia monsta Yin et al., 1996
- Hitobia taiwanica Zhang, Zhu & Tso, 2009
- Hitobia tenuicincta (Simon, 1909)
- Hitobia unifascigera (Bösenberg & Strand, 1906)
- Hitobia yaginumai Deeleman-Reinhold, 2001
- Hitobia yasunosukei Kamura, 1992
- Hitobia yunnan Song, Zhu & Zhang, 2004